# Lucas Victor Schaefels
Lucas Victor Schaefels of Lucas Schaefels (Antwerpen, 5 april 1824 – aldaar, 17 september 1885) was een Belgische schilder, tekenaar en graveur. Hij stond bekend voor zijn stillevens. Zijn stijl vindt zijn oorsprong in de Vlaamse barok uit de 17e eeuw.

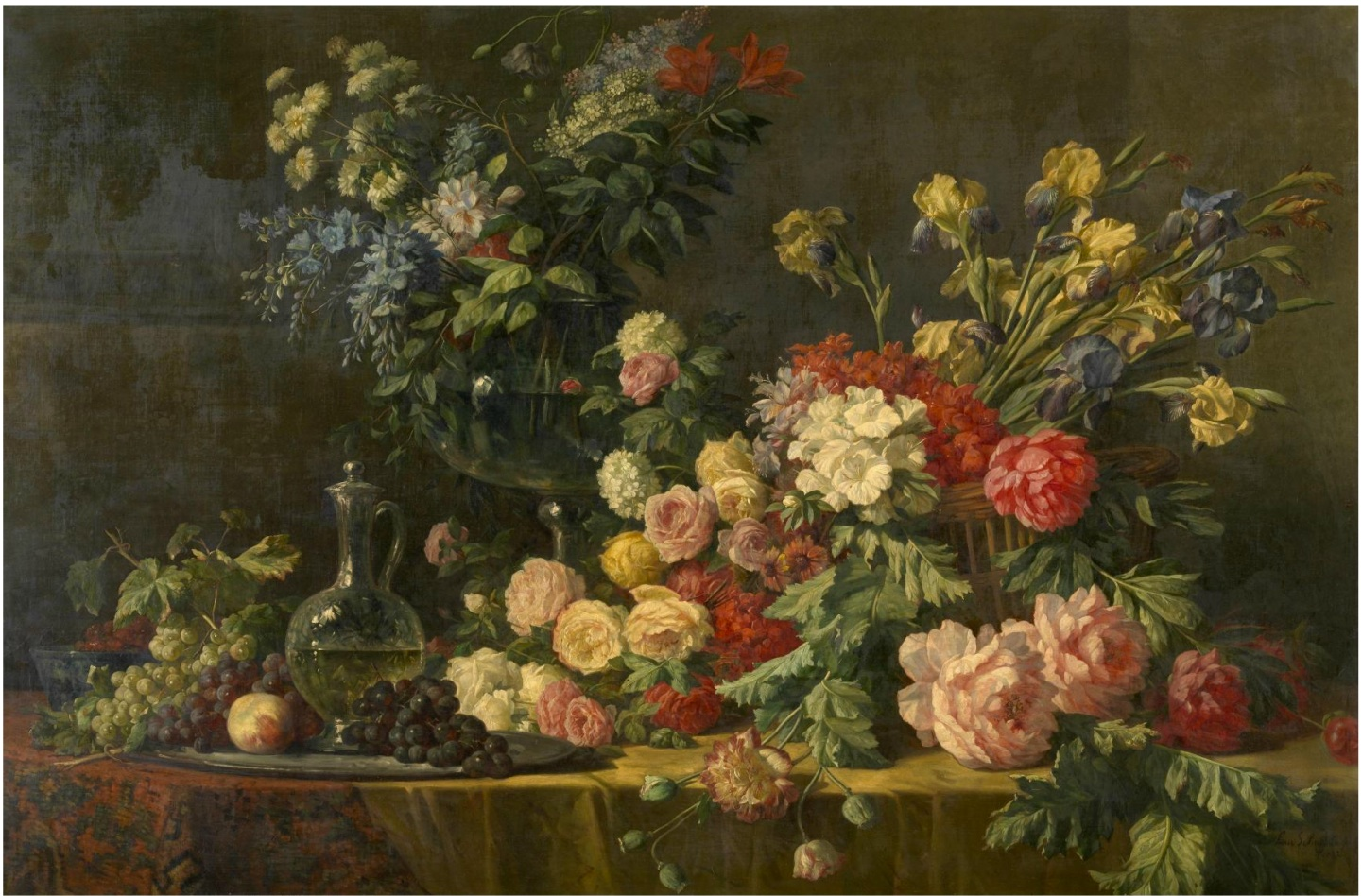
bloemen en fruit

## Studenten
- Emile Mahieu (1861-1955)
- Frans Mortelmans (1865-1936)
- Joseph Van de Roye (1861-1941)
- Jules Schaumburg (1839-1886)

- RKD-Nederlands Instituut voor Kunstgeschiedenis: 70077
- Union List of Artist Names: 500042598
- Virtual International Authority File: 95959177